# آمینواکسی‌استیک اسید

W
آمینواکسی‌استیک اسید (به انگلیسی: Aminooxyacetic acid) با فرمول شیمیایی C۲H۵NO۳ یک ترکیب شیمیایی با شناسه پاب‌کم ۲۸۶ است. که جرم مولی آن ۹۱٫۰۶۶ g/mol می‌باشد.